# Google Summer of Code

Google summer of code är ett årligt program sedan år 2005 där Google ger stipendier till studenter som under sommaren fullföljer ett projekt inom fri programvara eller open source.